# 迪普
迪普（Diphu），是印度阿萨姆邦卡比昂隆县的一个城镇和行政中心。总人口52062（2001年）。

## 人口
该地2001年总人口52062人，其中男性27763人，女性24299人；0—6岁人口6748人，其中男3400人，女3348人；识字率74.86%，其中男性为80.21%，女性为68.74%。